# Prieuré Saint-Pierre de Vontes
Le prieuré Saint-Pierre de Vontes est un ancien prieuré situé sur la commune d'Esvres dans le département français d'Indre-et-Loire en région Centre-Val de Loire.
Fondé en 1070 sous l'égide de l'abbé de Saint-Paul de Cormery, il change de statut à la Révolution. Il en subsiste plusieurs vestiges dont l'ancienne chapelle, inscrite au titre des monuments historiques en 2001.

## Localisation

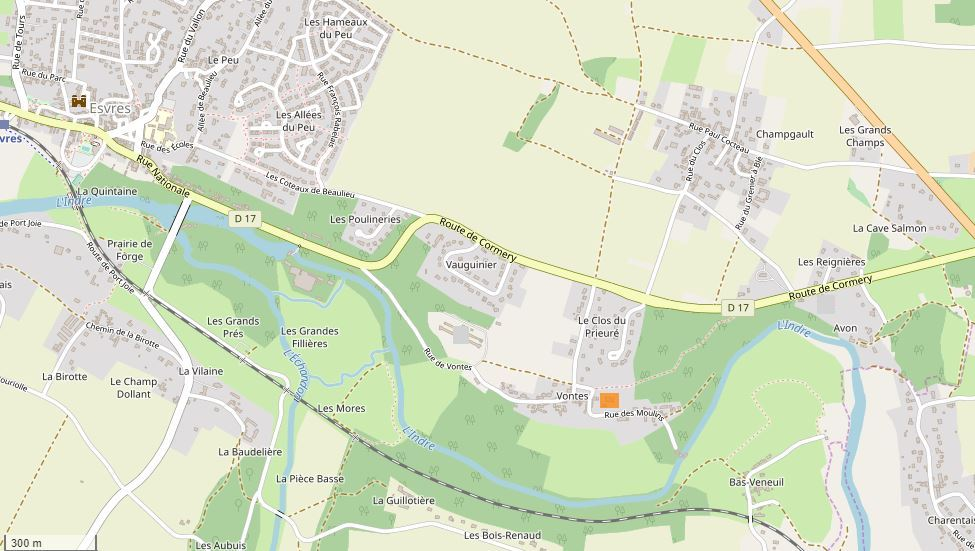
OpenStreetMap Emplacement du prieuré (rectangle orangé) sur une carte d'Esvres.

Le prieuré est établi dans la partie orientale du territoire d'Esvres. Il est bâti au flanc du coteau de la vallée de L'Indre, au niveau d'un méandre très ouvert de la rivière, dans la partie convexe de sa rive droite. Sa situation, à près de 20 m plus haut que le niveau de la rivière, le préserve de tout risque d'inondation.

## Histoire
Le prieuré est fondé en 1070 par Guy II, abbé de Saint-Paul de Cormery. Le bien foncier sur lequel cette fondation a lieu résulte d'un don fait à l'abbaye de Cormery par Foulques le Réchin. Selon le cartulaire de l'abbaye de Cormery où le prieuré figure alors sous le nom de « Vedunta » et où en 1139 apparaît la mention « ecclesia Sancti Pietri de Vedunta », un ermite de cette abbaye nommé Léothéric s'y installe,. Ce prieuré est établi aux limites du territoire paroissial, ce qui n'est sans doute pas indifférent au fait que l'église paroissiale ne dépend alors pas de l'abbaye de Cormery, mais relève du prieur de La Guerche.
En 1358, pendant la guerre de Cent Ans, une bande armée opérant en marge des troupes anglaises, commandée par le Français Basquin du Poncet et basée à La Roche-Posay, commet plusieurs méfaits dans la région. Elle s'installe au mois de mars à l'abbaye de Cormery, d'où elle mène des raids dans toute la région. Elle dévaste et pille le prieuré Saint-Pierre de Vontes,.
La chapelle, dédie à saint Pierre, est interdite en 1787. Elle est convertie en maison d'habitation.
Les vestiges de la chapelle sont inscrits au titre des monuments historiques le 16 novembre 2001.

## Architecture et décor
De l'édifice primitif subsistent l'ancienne chapelle, la grange et la porte fortifiée. Un pont levis et des douves complétaient le dispositif défensif, mais ils ont disparu.
Le mur de chevet de l'ancienne chapelle était percé d'une baie datée du XVIe siècle, ultérieurement murée. Des travaux de restauration conduits dans les années 2000 révèlent la présence, sur les murs de la chapelle, de peintures murales du XIIe au XVe siècle, remises en état à cette occasion ; l'une d'elles représente certainement saint Éloi.